# Georg Hallensleben
 (juin 2024).
La mise en forme du texte ne suit pas les recommandations de Wikipédia : il faut le « wikifier ».
Les points d'amélioration suivants sont les cas les plus fréquents :
- Les titres sont pré-formatés par le logiciel. Ils ne sont ni en capitales, ni en gras.
- Le texte ne doit pas être écrit en capitales (les noms de famille non plus), ni en gras, ni en italique, ni en « petit »…
- Le gras n'est utilisé que pour surligner le titre de l'article dans l'introduction, une seule fois.
- L'italique est rarement utilisé : mots en langue étrangère, titres d'œuvres, noms de bateaux, etc.
- Les citations ne sont pas en italique mais en corps de texte normal. Elles sont entourées par des guillemets français : « et ».
- Les listes à puces sont à éviter, des paragraphes rédigés étant largement préférés. Les tableaux sont à réserver à la présentation de données structurées (résultats, etc.).
- Les appels de note de bas de page (petits chiffres en exposant, introduits par l'outil «  Source ») sont à placer entre la fin de phrase et le point final[comme ça].
- Les liens internes (vers d'autres articles de Wikipédia) sont à choisir avec parcimonie. Créez des liens vers des articles approfondissant le sujet. Les termes génériques sans rapport avec le sujet sont à éviter, ainsi que les répétitions de liens vers un même terme.
- Les liens externes sont à placer uniquement dans une section « Liens externes », à la fin de l'article. Ces liens sont à choisir avec parcimonie suivant les règles définies. Si un lien sert de source à l'article, son insertion dans le texte est à faire par les notes de bas de page.
- La présentation des références doit suivre les conventions bibliographiques. Il est recommandé d'utiliser les modèles {{Ouvrage}}, {{Chapitre}}, {{Article}}, {{Lien web}} et/ou {{Bibliographie}}. Le mode d'édition visuel peut mettre en forme automatiquement les références.
- Insérer une infobox (cadre d'informations à droite) n'est pas obligatoire pour parachever la mise en page.

Pour une aide détaillée, merci de consulter Aide:Wikification.
Si vous pensez que ces points ont été résolus, vous pouvez retirer ce bandeau et améliorer la mise en forme d'un autre article.
Georg Hallensleben, né le 28 juillet 1958 à Wuppertal (Allemagne de l'Ouest) est un artiste franco-allemand, peintre et illustrateur. Il a publié des nombreux livres jeunesse, notamment aux éditions Gallimard Jeunesse, Hachette Livres et Farrar, Straus and Giroux (New York).
Il est connu pour avoir illustré les séries de livres pour enfants Gaspard et Lisa et Pénélope tête en l'air, écrits par sa femme Anne Gutman et adaptés en séries télévisées d'animation.

## Biographie
Georg Hallensleben est né à Wuppertal, puis grandit à Bonn, alors capitale de l'Allemagne de l'Ouest. Il passe une vingtaine d'années à Rome (Italie), où il rencontre l'autrice américaine Kate Banks. Il s'installe ensuite à Paris.
D'abord peintre, Georg Hallensleben expose dans des galeries en Italie, Suisse, Autriche et en Allemagne. À la suite de la rencontre de Pierre Marchand, à la Foire Internationale du Livre Jeunesse de Bologne (Italie) il commence à illustrer des livres pour enfants.
Avec Anne Gutman, il a créé les séries Pénélope, Gaspard et Lisa et les séries des tout-cartons Toupetis et Monchaton (Hachette Jeunesse).
La série Gaspard et Lisa (Hachette Jeunesse) a été traduite dans 14 langues, et elle s'est vendue à plus de deux millions d'exemplaires dans le monde. Le dessin animé adapté de la saga est diffusé dans plus de 80 pays. Véritable phénomène au Japon, Gaspard et Lisa ont même une ville dédiée à leur univers dans le parc d'attractions FujiQ Higland.
La série Pénélope a été adaptée en dessin animé sous le nom de Ukkari Penelope par Nippon Animation,Tokyo,.
Ses livres ont été sélectionnés plusieurs fois parmi les "Best Illustrated Children's Books" du New York Times et le livre If the Moon could talk (Farrar, Straus & Giroux, New York, 1998) a gagné le Horn Book Award (Boston, États-Unis).
En 1986, Hans van der Grinten (de)organise une grande exposition au Museum Katharinenhof à Kranenburg (Allemagne). Depuis 2001, ont eu lieu plus de 80 expositions de dessins originaux aux États-Unis (Storyopolis, Los Angeles), en Franceet au Japon. En mai 2023, Georg Hallensleben expose "dessins quotidiens et aquarelles" à la Galerie Huberty & Breyne, Les Arts Dessinés à Paris.

### Vie de famille
Georg Hallensleben est marié à Anne Gutman. Ils vivent ensemble à Paris avec leurs trois enfants, Salomé, Colombine et Robinson.

## Œuvres

### Série Gaspard et Lisa
Livres pour enfants à partir de 5 ans, écrits par Anne Gutman et publiés chez Hachette.

#### Les catastrophes de Gaspard et Lisa (Hachette Jeunesse)
- 2000 : Gaspard à Venise
- 2000 : La maison de Lisa
- 2000 : Lisa prend l’avion
- 2000 : Gaspard et Lisa au musée
- 2000 : Gaspard à l’hôpital
- 2000 : Le cadeau de Noël
- 2000 : Gaspard à la mer
- 2000 : Lisa à New York
- 2000 : La jalousie de Gaspard
- 2001 : Les cauchemars de Lisa
- 2001 : La petite sœur de Lisa
- 2001 : La rencontre
- 2001 : Gaspard et Lisa s’ennuient
- 2002 : Lisa dans la jungle
- 2002 : Gaspard veut un petit chien
- 2003 : Lisa prend le train
- 2004 : Lisa est malade
- 2005 : Un cadeau pour Maman
- 2005 : Lisa a des poux
- 2006 : Le pique-nique
- 2006 : Gaspard et Lisa au Japon
- 2006 : Le petit chat de Lisa
- 2007 : Gaspard et Lisa au restaurant
- 2008 : Brioche
- 2009 : Gaspard et Lisa au cinéma
- 2013 : L'anniversaire de Gaspard
- 2013 : La rentrée de Gaspard et Lisa
- 2014 : Gaspard et Lisa baby-sitters
- 2015 : Gaspard est amoureux
- 2015 : Gaspard a des lunettes
- 2016 : Gaspard et Lisa et le poisson ballon
- 2016 : Gaspard et Lisa à Tokyo
- 2017 : Gaspard et Lisa au Centre Pompidou
- 2018 : Gaspard et Lisa jouent au foot
- 2019 : Les vacances de Gaspard et Lisa
- 2021 : Gaspard et Lisa à l’opéra
- 2024 : Gaspard et Lisa au Louvre

#### Hors-séries Gaspard et Lisa
- 2000 : La maison
- 2000 : Les animaux
- 2000 : Les transports
- 2002 : L'imagier
- 2003 : Gaspard et Lisa aux Grands Magasins
- 2004 : Le spectacle de magie
- 2004 : Les desserts de Gaspard et Lisa
- 2006 : Les chiffres
- 2006 : Les contraires
- 2006 : Les couleurs
- 2006 : Les formes
- 2006 : Lisa et le Père Noël
- 2009 : Les recettes de Gaspard et Lisa
- 2010 : C'est la fête !
- 2014 : Gaspard et la Tour Eiffel
- 2016 : Catastrophe ! 10 bêtises de Gaspard et Lisa
- 2017 : L'imagier
- 2019 : A Paris ! (Hello Kitty & Gaspard et Lisa à Paris) (avec Yuko Yamaguchi)

### Série Pénélope
Livres pour enfants de 3 à 6 ans, écrits par Anne Gutman et publiés chez Gallimard Jeunesse.

#### Livres animés Pénélope
- 2003 : Pénélope à la ferme
- 2003 : Bonne nuit, Pénélope
- 2003 : Pénélope à la montagne
- 2003 : Pénélope à l’école
- 2006 : Pénélope à la mer
- 2007 : Ferme vite, Pénélope
- 2007 : Pénélope au Louvre
- 2004 : Joyeux Noël, Pénélope
- 2008 : Pénélope à Paris
- 2010 : Pénélope fait du sport
- 2012 : Pénélope fête son anniversaire
- 2014 : Pénélope à l'hôpital

#### Série Pénélope tête en l'air (Gallimard Jeunesse)
- 2008 : La semaine de Pénélope
- 2008 : Pénélope fait les courses
- 2008 : Pénélope est polie
- 2008 : Pénélope connaît les couleurs
- 2008 : Pénélope sait compter
- 2008 : Pénélope connaît les saisons
- 2009 : Pénélope à la plage
- 2009 : Bon appétit, Pénélope
- 2009 : Pénélope s’habille
- 2009 : Saute, saute, Pénélope
- 2009 : Pénélope connaît les formes
- 2009 : La journée de Pénélope
- 2011 : Pénélope cherche les œufs de Pâques
- 2012 : Un frère ou une sœur pour Pénélope
- 2013 : Pénélope aime sa planète
- 2016 : Pénélope sur le pot
- 2023 : C'est l’automne, Pénélope

#### Les petites bêtises de Pénélope
- 2006 : Donne-moi la main, Pénélope !
- 2006 : Au lit, Pénélope !
- 2006 : C'est l'heure du bain, Pénélope
- 2006 : Finis ton assiette, Pénélope
- 2006 : Jette ta sucette, Pénélope !
- 2006 : Range ta chambre, Pénélope !

#### Livres Hors Série Pénélope
- 2005 : Mon amie Pénélope
- 2006 : Bon Anniversaire, Pénélope (livre sonore)
- 2007 : Le livre anti-cauchemar
- 2008 : Fais comme moi ! Le livre bain de Pénélope
- 2008 : Le grand livre de Pénélope
- 2009 : L’imagier de Pénélope
- 2011 : Livre d’activités Pénélope
- 2011 : Pénélope se déguise
- 2011 : Le livre ardoise Pénélope
- 2011 : La maison de Pénélope
- 2012 : Mon livre bébé Pénélope
- 2012 : C'est doux ou ça pique ?
- 2014 : Le livre à compter de Pénélope
- 2019 : Les métiers de Pénélope
- 2020 : Pénélope et Hello Kitty font un gâteau

### Série Mon Chaton
Livres pour les enfants à partir de 3 ans, écrits par Anne Gutman et publiés chez Hachette Jeunesse.
- 2016 : Mon chaton a gagné la course !
- 2016 : Mon chaton a trouvé un trésor !
- 2016 : Mon chaton a dompté un oiseau !
- 2016 : Mon chaton a perdu une dent !
- 2016 : Mon chaton a creusé un tunnel !
- 2016 : Mon chaton sait déjà compter !
- 2017 : Mon chaton fait du ski !
- 2017 : Mon chaton a vu un dragon !
- 2017 : Mon chaton a vu le Père Noël !
- 2018 : Mon chaton a fait du vélo
- 2018 : Mon chaton a fait à manger
- 2019 : Mon chaton est allé à Paris

D'autres livres avec Anne Gutman
- 2004 : Quand vient la nuit (Adam Biro, Paris)
- 2013 : Les couleurs (Les Toupetis, Hachette Jeunesse)
- 2013 : Les bisous (Les Toupetis, Hachette Jeunesse)
- 2013 : Les rêves (Les Toupetis, Hachette Jeunesse)
- 2014 : Les câlins (Les Toupetis, Hachette Jeunesse)
- 2014 : Les cachettes (Les Toupetis, Hachette Jeunesse)
- 2014 : Les promenades (Les Toupetis, Hachette Jeunesse)
- 2017 : Les couzinzines (Hachette Romans)
- 2024 : "Little and Big" (Hippo Park, New York)

#### AvecKate Banks
- 1994 : Baboon (Gallimard Jeunesse)
- 1996 : Spider Spider (Frances Foster Books, Farrar, Straus & Giroux, New York)
- 1998 : L'île à compter (Collection Octavius, Gallimard Jeunesse)
- 1998 : Les matin des couleurs (Collection Octavius, Gallimard Jeunesse)
- 1998 : If the Moon Could Talk (Frances Foster Books, Farrar, Straus & Giroux, New York)
- 1998 : Kangourou ! (Collection Octavius, Gallimard Jeunesse)
- 1998 : Qui va là ? (Collection Octavius, Gallimard Jeunesse)
- 1999 : Le grand et le petit (Collection Octavius, Gallimard Jeunesse)
- 2000 : The Night Worker (Frances Foster Books, Farrar, Straus & Giroux, New York)
- 2001 : A Gift from the Sea (Frances Foster Books, Farrar, Straus & Giroux, New York)
- 2002 : Close Your Eyes (Frances Foster Books, Farrar, Straus & Giroux, New York)
- 2004 : The Cat Who Walked Across France (Frances Foster Books, Farrar, Straus & Giroux, New York)
- 2007 : Fox (Frances Foster Books, Farrar, Straus & Giroux, New York)
- 2009 : What's Coming for Christmas (Frances Foster Books, Farrar, Straus & Giroux, New York)
- 2012 : The Bear in the Book (Frances Foster Books, Farrar, Straus & Giroux, New York)

#### Livres musique avec CD (Mes Premières Découvertes, Gallimard Jeunesse)
- 1995 : Les vents, texte de Leigh Sauerwein, musique de Louis Dunoyer de Segonzac
- 1995 : Les percussions, texte de Leigh Sauerwein, musique de Jean Pierlot
- 1996 : Les cordes, texte de Leigh Sauerwein, musique de Pascal Dusapin
- 1996 : Les claviers, texte de Leigh Sauerwein, musique de Eric Tanguy
- 1997 : Les voix, texte de Leigh Sauerwein, musique de Betsy Jolas
- 1997 : L’électroacoustique, texte de Leigh Sauerwein, musique de Philippe Mion

Autres livres pour la jeunesse
- 1997 : Solange et l'ange, écrit par Thierry Magnier (Gallimard Jeunesse)
- 1999 : Pauline, écrit et illustré par Georg Hallensleben (Frances Foster Books, Farrar, Straus & Giroux, New York)
- 2001 : Bichoui, texte de Paule du Bouchet (Hachette Jeunesse)
- 2002 : "Anna au Muséum", Caroline et Jack Lang, Hachette Jeunesse
- 2006 : Le petit chaperon rouge, adaptation de Charles Perrault (Gallimard Jeunesse)
- 2008 : Soudain, dans la forêt profonde, écrit par Amos Oz (Gallimard Jeunesse)